# Илия Джерекаров
Илия Джерекаров е български писател- прозаик, автор на научнофантастични и приключенско-фантастични произведения.

## Биография
Роден е в гр. София през 1934 г. Работи като монтажник на строителни конструкции. Хоби му е историята.
Дебютира като писател през 1969 г. Пише предимно приключенска фантастика. Публикувал е разкази предимно във в-к „Орбита“ и сп. „Космос“. Творбите му се превеждат на руски и някои от тях са публикувани в интернет-библиотеката на Мошков.
Умира на 14.08.2010 г. в София.

## Награди
- 1969 г. – поощрение в конкурс на сп. „Космос“ за разказа „Среща“
- 1971 г. – награда „Златно перо“
- 1981 г. – награда „Златно перо“

Носител е също така на награди от конкурсите на сп. „Космос“ за научнофантастични разкази.

## Произведения
Романи
- 1998 г. - „Мин, роб на Орфей“
- 2005 г. - „По волята на боговете“
- 2008 г. - „Жертвеник на боговете“

Повести
- 1982 г. – „От елипса до парабола“
- 1994 г. - „Оазис в космоса“

Разкази
- 1969 г. – „Недоразумение“
- 1969 г. – „Сребърната гривна“
- 1969 г. – „Среща“
- 1971 г. – „Заселници“
- 1981 г. – „Неоповестена среща“
- 1994 г. – „Виновни“
- 1994 г. – „Втората холограма“
- 1994 г. – „Двубой“
- 1994 г. – „Монолози“
- 1994 г. – „Облог“
- 1994 г. – „Решение“
- 1994 г. – „Синтра“
- 2000 г. – „Нещо което...“
- „Ела да ти дам работа“
- „Изповед“
- „Как я искаш“
- „Кучешка история“
- „Направи къща и умря“
- „Престъпник“

### Самостоятелни издания
- 1993 г. – „От елипса до парабола“ (повест) – издателство „Джесна“
- 1994 г. – „Оазис в космоса“ (повест) – издателство „ЕОС“
- 1994 г. – „Сребърната гривна“ (сборник) – издателство „Джесна“
- 2000 г. – „Нещо което...“ (сборник)
- 2005 г. – „Оазис в космоса“ (повест)

### Публикации в периодика
- 1969 г. – „Сребърната гривна“ (разказ), в-к „Орбита“, 1969, бр. 13.
- 1969 г. – „Недоразумение“(разказ) – в-к „Орбита“, 1969, бр. 50.
- 1971 г. – „Заселници“(разказ) – в-к „Орбита“, 1971, бр. 134.
- 1981 г. – „Неоповестена среща“ (разказ) – в-к „Орбита“, 1981, бр. 638-639.

### На руски език
- 1971 г. - „Поселенцы“ (разказ), сп. „Техника молодежи“, 1971, бр. 12.
- 1981 г. - „Необъявленная встреча“ (разказ), сп. „Техника молодежи“, 1981, бр. 7.

## Публицистика
- „Цар Борис III е комунист!“, електронно списание LiterNet, 07.11.2006, № 11 (84)
- „Българи ли сме ние, българите?“, електронно списание LiterNet, 27.08.2006, № 8 (81)
- „Хартиена или електронна“, електронно списание LiterNet, 03.04.2009, № 4 (113)
- „Не ме докосвай, аз съм римлянин“, електронно списание LiterNet, 31.05.2009, № 5 (114)